# Microperoryctes longicauda
Bandicoot rayé
Espèce
Synonymes
- Peroryctes longicauda Peters & Doria, 1876

Statut de conservation UICN

 LC  : Préoccupation mineure
Microperoryctes longicauda est une espèce de marsupiaux endémique de Nouvelle-Guinée.

## Liste des sous-espèces
Selon MSW :
- Microperoryctes longicauda dorsalis Thomas, 1922
- Microperoryctes longicauda longicauda Peters & Doria, 1876
- Microperoryctes longicauda ornatus Thomas, 1904

## Référence
- (it) Peters & Doria, 1876 : Diagnosi di tre nuove specie de Mammiferi della Nuova Guine e di Salawatti. Annali del Museo Civico di Storia Naturale di Genova, vol. 8, p. 335–336.